# Vannaire
Vannaire ist eine französische Gemeinde mit 49 Einwohnern (Stand 1. Januar 2022) im Département Côte-d’Or in der Region Bourgogne-Franche-Comté. Sie gehört zum Kanton Châtillon-sur-Seine und zum Arrondissement Montbard.
Nachbargemeinden sind Obtrée im Nordwesten, Chaumont-le-Bois im Norden, Massingy im Osten, Montliot-et-Courcelles im Süden und Vix im Südwesten.

## Weblinks

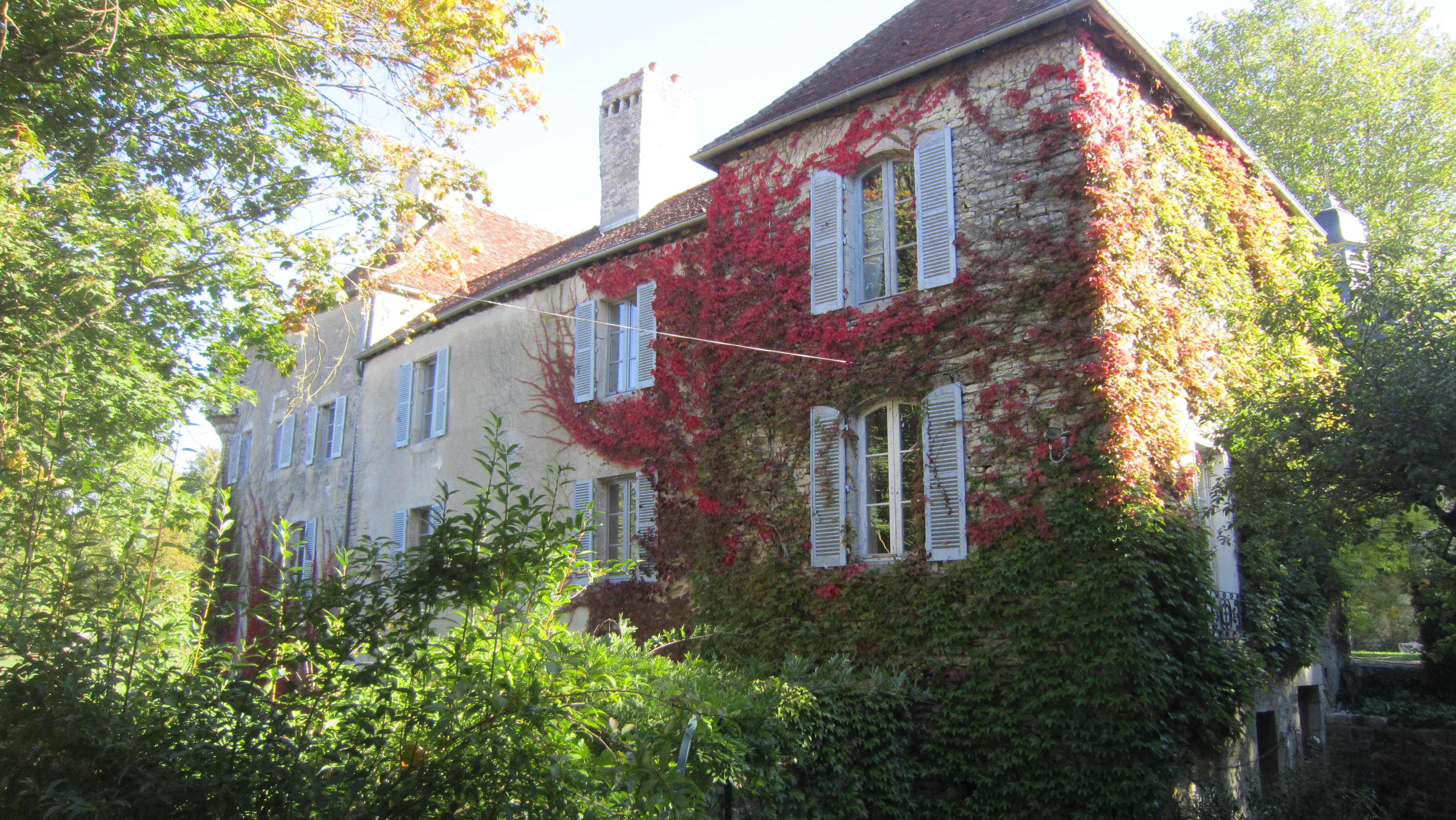
Schloss in Vannaire

## Bevölkerungsentwicklung
| Jahr                       | 1962 | 1968 | 1975 | 1982 | 1990 | 1999 | 2008 | 2015 |
| -------------------------- | ---- | ---- | ---- | ---- | ---- | ---- | ---- | ---- |
| Einwohner                  | 49   | 45   | 43   | 36   | 38   | 37   | 67   | 55   |
| Quellen: Cassini und INSEE |      |      |      |      |      |      |      |      |

## Sehenswürdigkeiten
- Schloss